# 中平凱
中平 凱（なかひら がい）は、日本の漫画家、イラストレーター、同人作家。GUYという名義を使用することもある。

## 主な作品

### 漫画
- えむの王国 - まんがタイムきららMAX（芳文社）
- のん☆の - 電撃帝王（メディアワークス）
- フィギュア17 つばさ&ヒカル - 月刊コミック電撃大王（メディアワークス）
- フィギュ☆モ - まんがタイムきららMAX（芳文社）

### アンソロジー
- ONE 〜輝く季節へ〜 コミックアンソロジー2 - （ムービック）GUY名義
- COMICねね Vol.7 - (松文館) GUY名義

### 原画
- Lの季節 - トンキンハウス
- Missing Blue - トンキンハウス

## 同人活動
めたもるふぉーぜ(Metamorphose)という同人サークルを主宰。ドラえもんを擬人化したFシリーズなどを発行している。